# Середньоатлантичні штати
41° пн. ш. 77° зх. д. / 41° пн. ш. 77° зх. д.

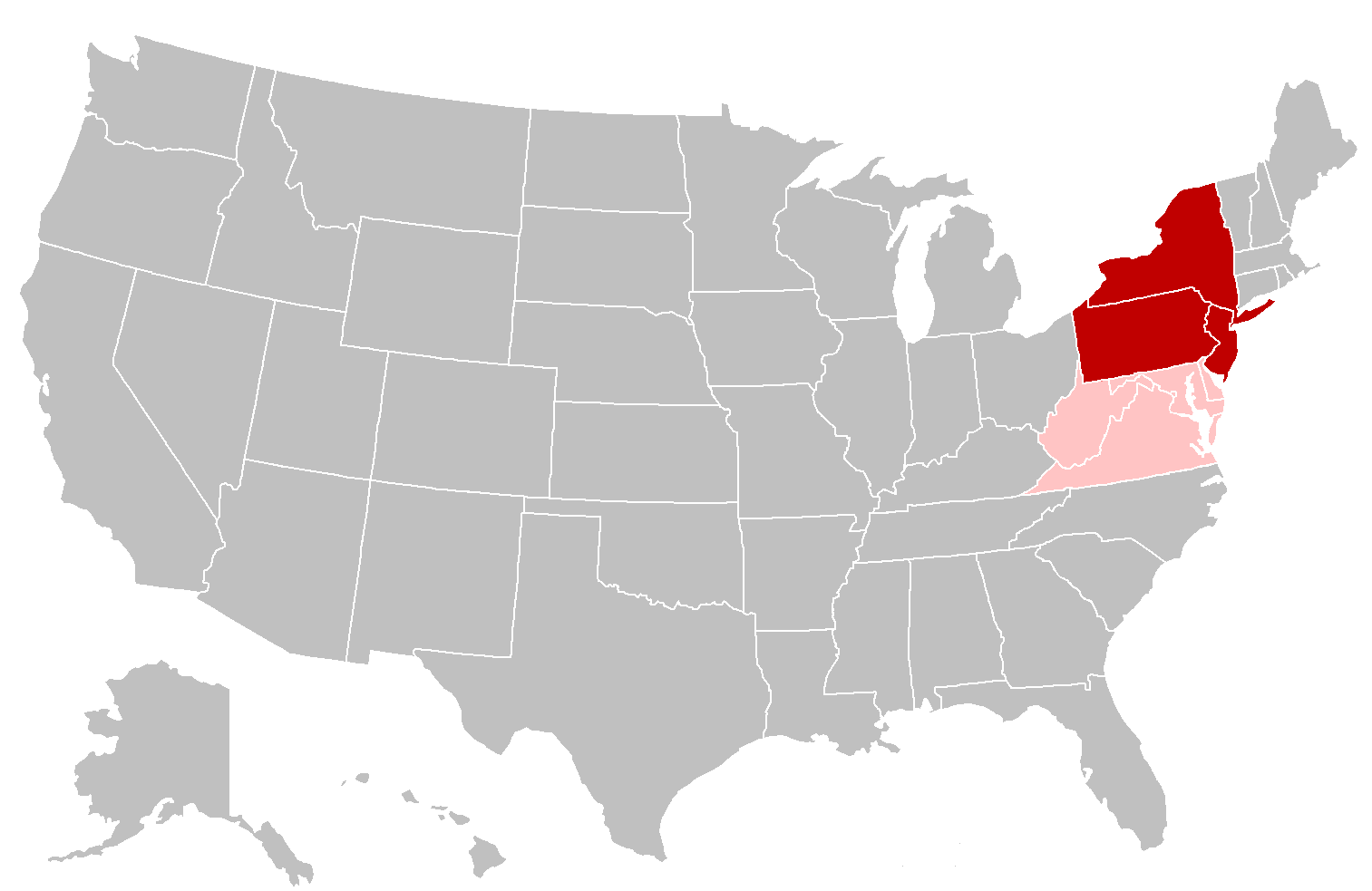
Карта середньоатлантичної частини Сполучених Штатів. Червоне зафарбовування вказує на штати, які найчастіше визначаються державними установами та приватними організаціями як Середньоатлантичний регіон у цілому (тобто південна частина Північного Сходу). Рожеве затінення вказує на штати, які групуються в регіоні рідше

Сере́дньоатланти́чні Шта́ти (англ. Mid-Atlantic States) — регіон у США між Новою Англією і Південним США. 
Група штатів США, які поряд зі штатами Нової Англії утворюють один із чотирьох великих регіонів Америки - Північний Схід США. До Середньо-Атлантичних штатів найчастіше відносять штати Нью-Йорк, Нью-Джерсі та Пенсільванія. Крім того, іноді до них включають також штати Делавер і Меріленд.
Цей регіон грав і продовжує відігравати важливу роль у розвитку американської культури, торгівлі та промисловості, будучи, за словами американського історика Фредерика Тернера, «типово американським» регіоном.
Середньо-Атлантичні штати є найбільш густонаселеним регіоном США і, в силу історичних особливостей, має унікальний етніко-релігійний склад. Спочатку цей регіон був місцем розселення європейських емігрантів неанглійського походження, насамперед — німців (відомих у цьому регіоні як «Пенсільванські німці» або «пенсільванські голландці»), голландців та шведів. На початку XIX століття сюди ринув потік так званої «старої еміграції» (насамперед німці та ірландці). Наприкінці XIX — на початку XX століть регіон прийняв велику кількість представників «нової еміграції» зі Східної, Центральної та Південної Європи. Здебільшого цей промисловий регіон прагнули люди з нестабільних у економічному та політичному плані держав, наприклад, з Росії, Італії, Австро-Угорщини, Туреччини та Греції. З погляду релігії, у Середньо-Атлантичних штатах історично був великий відсоток католиків та квакерів
Середньоатлантичні штати мають у своєму складі:
- Нью-Йорк (штат)
- Нью-Джерсі
- Пенсільванія

іноді:
- Делавер
- Меріленд
- Вашингтон (округ Колумбія)